# مطبخ ياباني

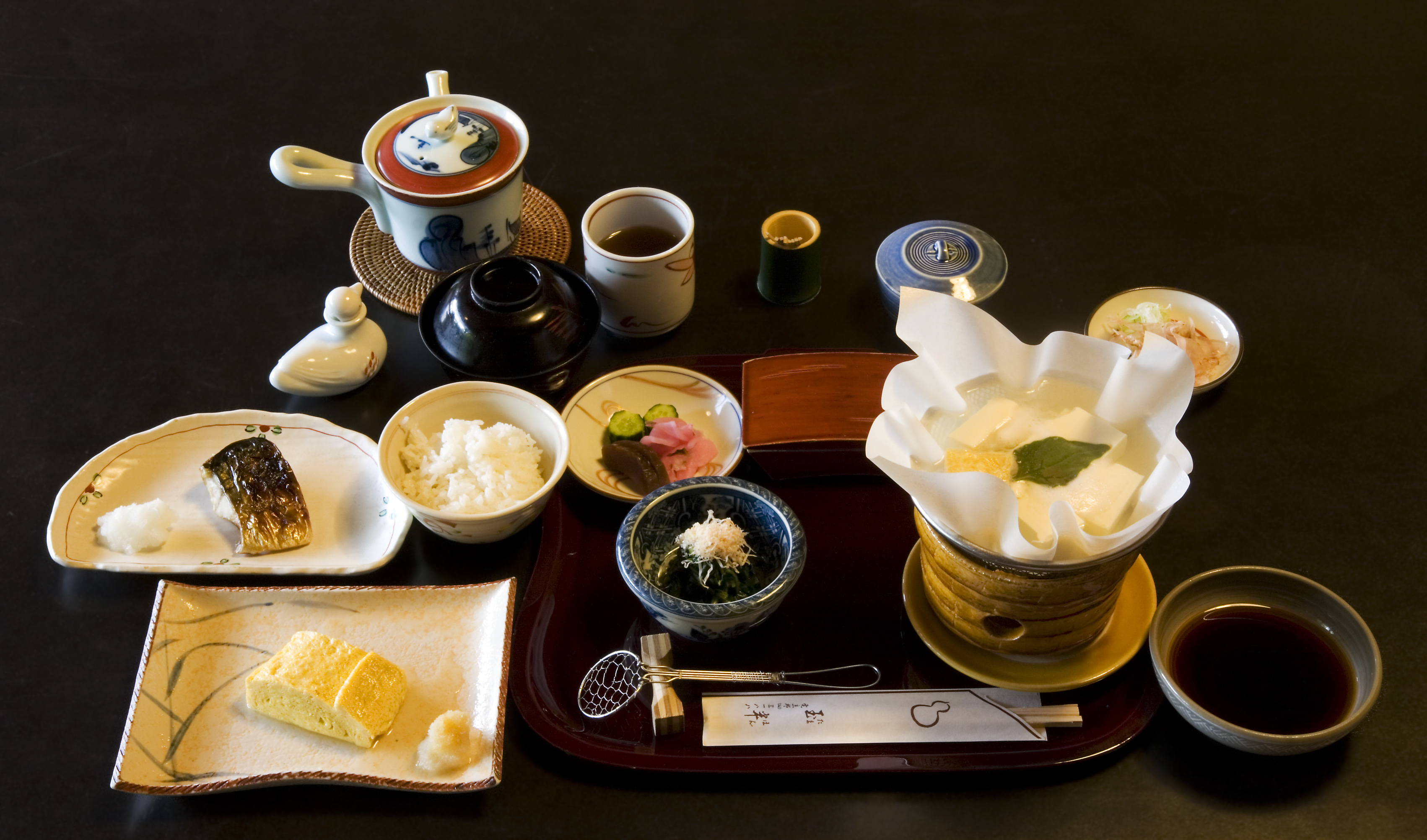
مطبخ كايسيكي

تطور المطبخ في اليابان على مدى قرون نتيجة للعديد من التغيرات السياسية والاجتماعية. أكبر تلك التغييرات كانت في العصور الوسطى والتي دفعتها طبقة النخبة مع فترة حكم الشوغون. في بداية العصر الحديث طرأت تغييرات هائلة على المطبخ الياباني نتيجة تأثير الثقافات الأخرى وبالأخص الثقافة الغربية.
المصطلح الحديث الذي يشير إلى «المطبخ الياباني» (نيهون ريوري ،日本料理 أو واشوكو ،和食) ويشير إلى الأطعمة التقليدية اليابانية على غرار ما كان موجود قبل نهاية العزلة الوطنية في عام 1868. في الإطار الأوسع لمعنى الكلمة، يمكن أن تشمل المكونات أو الأطعمة أو طرق الطبخ التي جاءت من الخارج، والتي طورها اليابانيون لجعلها خاصة بهم. المأكولات اليابانية تشتهر بالتركيز على المواد الغذائية الموسمية (旬 ،  شون)  ، ونوعية مكونات العرض.

## تاريخ

### عهد قديم - فترة هييآن
بعد فترة جومون، تحول المجتمع الياباني من شبه مجتمع يعتمد على الصيد والقطف إلى نمط الحياة في المجتمع الزراعي. كانت تلك هي الفترة التي بدأت فيها زراعة الأرز، بعد أن تم استقدامه من الصين  الأرز قصير الحبة كان النوع الوحيد من الأرز الذي يزرع في اليابان، بالمقارنة مع الأرز طويل الحبة الذي كان يزرع في المناطق الآسيوية الأخرى. كان الأرز يغلى عادة بدون أي إضافات ويدعى غوهان أو ميشي، وكان الأرز المطهو هو الوجبة المفضلة دائما، حيث تستخدم كلمة أرز كمرادف لكلمة «وجبة». كثيرا ما يخلط الفلاحين الدخن مع الأرز، وخاصة في المناطق الجبلية حيث لا ينتشر الأرز بكثرة.
خلال فترة كوفون، وصلت الثقافة الصينية إلى اليابان عبر شبه الجزيرة الكورية. وفي ذلك الوقت أصبحت البوذية ذات تأثير كبير على الثقافة اليابانية. بعد القرن السادس تابعت اليابان مباشرة الثقافة الصينية في ظل أسرة تانغ  وكان لهذا تأثير ملحوظ في منع استهلاك اللحوم في اليابان. في عام 675 أصدر الإمبراطور تينمو مرسوما يحظر استهلاك الماشية، الخيول، الكلاب، القردة، والدجاج خلال الفترة بين الشهر الرابع والتاسع من العام؛ وكان خرق القانون يوجب الحكم بالإعدام. كانت القردة تأكل قبل ذلك الوقت، ولكنه كان يأكل بشكل أكثر للأغراض الطبية. كان الدجاج في كثير من الأحيان يربى على أنه حيوانات مدجنة، في حين كانت الماشية والخيول نادرا ما تعامل على هذا الأساس. كان يضحى ببقرة أو بحصان في طقوس اليوم الأول من حصاد، حيث قدمت هذه الطقوس من الصين. إلا أن قرار الإمبراطور تينمو لم يحظر استهلاك الغزلان أو الخنازير البرية، التي كانت مهمة للنظام الغذائي الياباني في ذلك الوقت 
شهد القرن الثامن العديد المراسيم الإضافية التي أدلى بها الأباطرة والإمبراطورات بشأن حظر قتل أي من الحيوانات. في عام 752، أصدرت الإمبراطورة كوكين مرسوم يحظر صيد السمك، لكنها وعدت بأن ما يكفي من الأرز سيعطى كبديل للصيادين الذين كانوا سيعانون من المرسوم الجديد. في عام 927، صدر مرسوم ينص على أن أي مسؤول حكومي أو عضو من النبلاء يأكل اللحوم يعتبر غير نظيف لمدة ثلاثة أيام، ولا يمكنه المشاركة في احتفالات الشنتو في القصر الإمبراطوري.

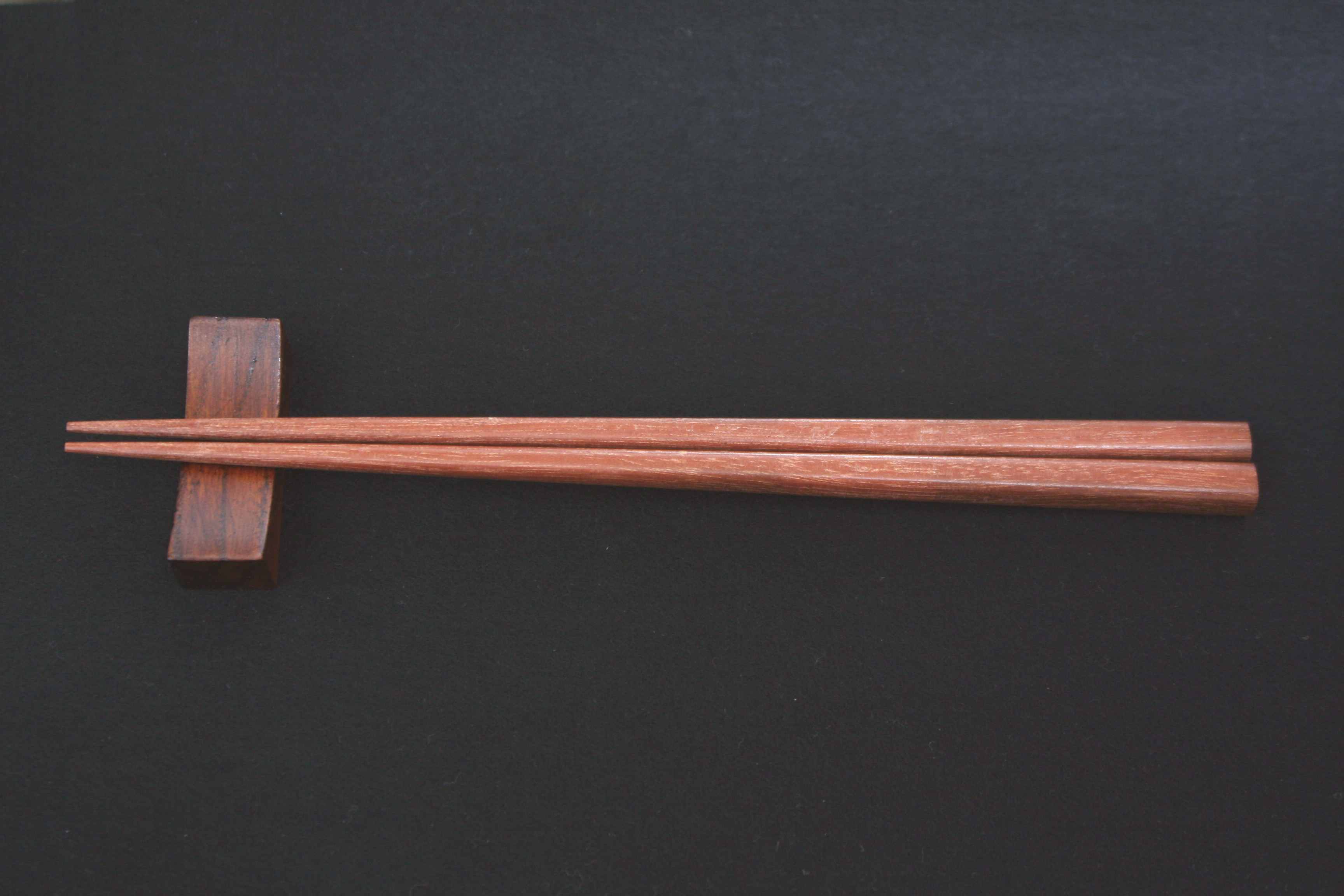
عيدان تناول الطعام ومسند عيدان الأكل

كما كان تأثير الثقافة الصينية هو الذي جلب عيدان تناول الطعام في وقت مبكر إلى اليابان. كانت عيدان تناول الطعام في هذا الوقت تستخدم في موائد النبلاء إلا أنها لم تستخدم عند العامة، حيث لم يزل استخدام اليد شائعا لتناول الطعام. كما استخدمت الملاعق المعدنية خلال القرنين الثامن والتاسع، ولكن فقط من قبل طبقة النبلاء. كما أدخلت طاولات الطعام على اليابان في هذا الوقت أيضا. بينما استخدم العامة طاولات بدون أرجل تدعى أوشيكي ، في حين استخدم النبلاء طاولات مطلية ذات أرجل أطلق عليها زين.
عند انحدار سلالة تانغ في القرن التاسع، أقدمت اليابان نحو الاستقلال في الثقافة والمطبخ. حيث كان هجرة ملعقة طعام بوصفها أداة لتناول الطعام من أهم الاختلافات، كما أن العامة بدأوا باستخدام عيدان تناول الطعام عند الأكل أيضا. تواصلت التجارة مع الصين وكوريا، إلا ان التأثير الكبير من خارج اليابان في المطبخ الياباني أو الثقافة اليابانية لم يلحظ مرة أخرى حتى القرن التاسع عشر. كان القرنان العاشر والحادي عشر علامة في تحسين مستوى آداب الطعام والطبخ.
تضمن الأطباق اليابانية في ما بعد القرن التاسع العديد من الأسماك واللحوم المشوية (ياكيمونو) ، والأطباق المطهية على البخار (موشيمونو) ، والحساء المصنعة من الخضار المفرومة واللحوم والأسماك (أتسومونو) ، الأسماك الهلامية (نيكوغوري) والخضروات والأعشاب البحرية والأسماك المتبلة بشكل كبير (أمه-مونو) ، ومخللات الخضار تسوكه-مونو التي تم معالجتها في الملح. ولم يستخدم الزيت أو الدهون بشكل كبير في الطهي. بينما استخدم زيت السمسم ولكن نادرا، لأنها كانت ذات كلفة إنتاج عالية
بعض الوثائق من فترة هييآن تنص على أن لحم الأسماك والطيور البرية كانت شائعة على موائد النبلاء جنبا إلى جنب مع الخضر. حيث تكونت مآدبهم من وعاء من الأرز والحساء، مع عيدان تناول الطعام، وملعقة، وثلاثة توابل هي الملح والخل والهيشو ، الذي كان يستخدم لتخمير فول الصويا، والأرز، والقمح. وكان الطبق الرابع عبارة عن مزيج من التوابل على حسب الرغبة لتغميس الطعام.تشمل الحلويات كعك صيني، ومجموعة متنوعة من الفواكة والمكسرات بما فيها الصنوبر والجوز المجفف، الكستناء، أما الفواكه فتتضمن الرمان، والخوخ، والمشمش، وأنواع الحمضيات. غالبا ما تنتهي الوجبات بكأس من الساكه.

### فترة كاماكورا
مثلت فترة كاماكورا تغييرا سياسيا كبيرا في اليابان. قبل فترة كاماكورا كان الساموراي يقومون على حراسة عقارات النبلاء. وبعد أن فقد النبلاء السيطرة على الريف، سقطت طبقة النبلاء تحت الحكم العسكري من قبل الساموراي أنشأت حكومة عسكرية في عام 1192 في كاماكورا.وبينما كان المطبخ قبل هذه الفترة يركز على عناصر النكهة والتغذية، تغير في فترة كاماكورا للتركيز على العناصر الاحتفالية الرسمية
قام ميناموتو يوريتومو أول شوغون بمعاقبة الساموراي الذين تابعوا الأكل على طراز مأدبة العشاء التي أقامها النبلاء في السابق.كانت مأدبة الشوغون تدعى أوبان وكان يحضرها القادة العسكريون من المقاطعات. يعود أصل الأوبان إلى مأدبة غداء كانت تعقد في أيام المهرجان الذي حضره الجنود والحراس خلال الفترة هييآن وبالتالي كانت مرتبطة بدرجة المحارب. تكونت قائمة الطعام عادة ما تتألف من أذن البحر المجفف، وقنديل البحر، مخلل الخوخ الذي يطلق عليه أومه-بوشي الملح والخل كتوابل والأرز.
تعززت الفلسفة البوذية التي انتشرت خلال فترة كاماكورا عندما بدأت في الانتشار بين الفلاحين. حيث تعرض الذين قاموا بتجارة ذبائح الحيوانات أو الجلود للتمييز. حيث اعتبر الذين يمارسون هذه التجارة معارضا للفلسفة البوذية التي تحظر قتل الأحياء، في حين في ظل فلسفة الشنتو الفلسفة اعتبروا نجس. أدى هذا التمييز في النهاية إلى نشوء طبقة منفصلة تدعى البوراكو.

### العصر الحديث
تعتمد المأكولات اليابانية على أساس الجمع بين المواد الغذائية الأساسية (شوشوكو ،主食)، عادة الأرز أو المعكرونة، مع الحساء، وأوكازو (おかず) بالإضافة لأطباق الأسماك، واللحوم، والخضراوات، والتوفو وما شابه ذلك، عادة ما تكون هذه الأطباق منكهة مع 
داشي ، ميسو، وصلصة الصويا وعادة تكون خفيفة الدسم.
الوجبة المعيارية اليابانية تتكون بشكل عام من عدة أطباق أوكازو المصاحبة لوعاء من الأرز الأبيض الياباني (غوهان ،御‍飯)، وعاء من الحساء وبعض تسوكه-مونو (المخللات). 
أكثر الوجبات القياسية يضم عادة ثلاث أنواع من أوكازو ، ويطلق عليها إيتشي-جو-سنساي (一汁三菜؛ «شوربة وثلاثة أطباق». تستخدم تقنيات مختلفة في طبخ كل واحد من الأطباق الثلاثة أوكازو ، حيث قد تكون نيئة (ساشيمي)، مشوية، مسلوقة، على البخار، مقلية، أو متبلة.
على اعتبار أن اليابان هي بلد أرخبيل فإن شعبها يأكل الكثير من المأكولات البحرية.

## المواد الغذائية الأساسية (شوشوكو)
هناك العديد من المواد الغذائية الأساسية التي تعتبر جزءا من المطبخ الوطني الياباني اليوم. ونسرد أدناه بعض من أكثر الأطعمة انتشارا:

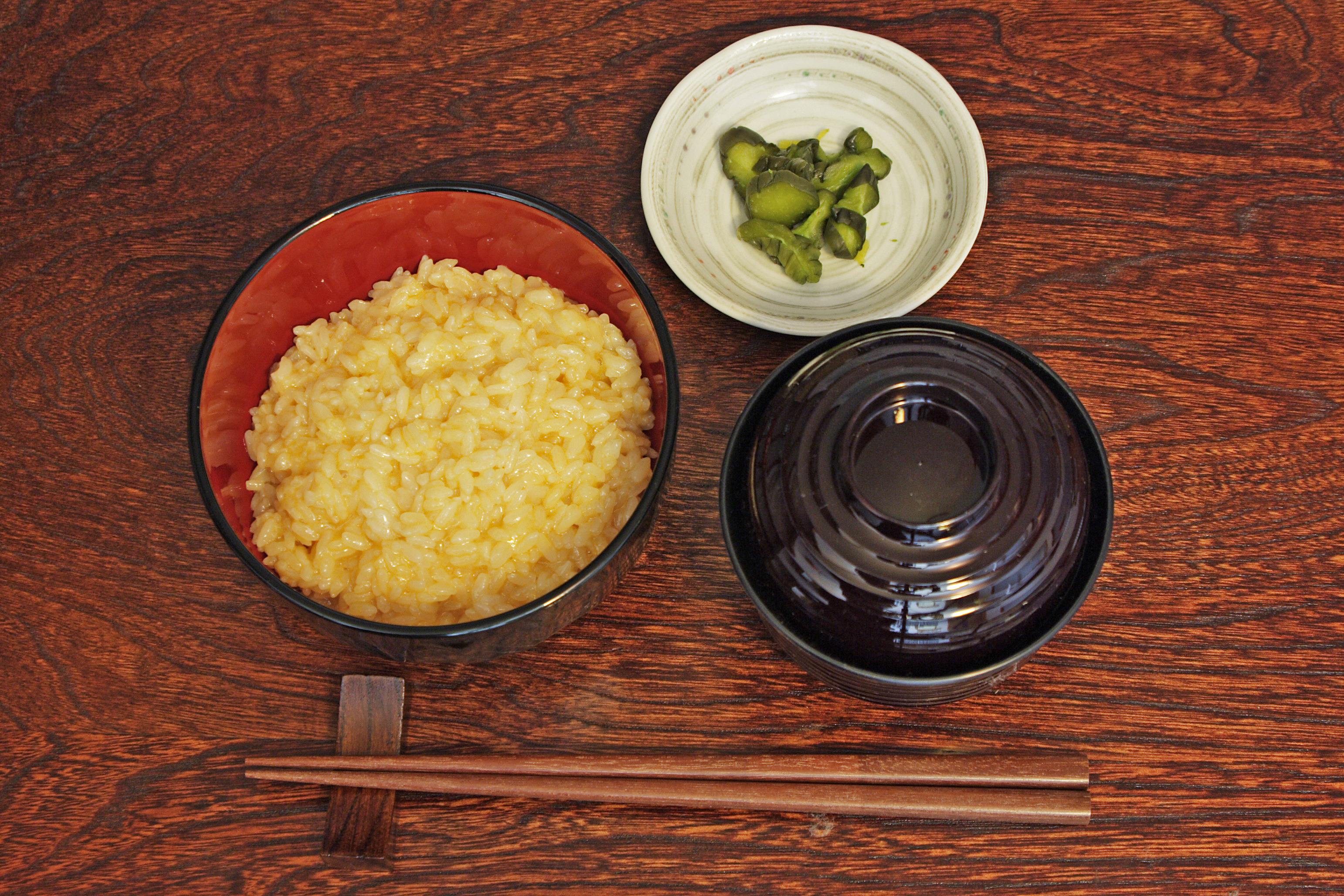
تاماغو كاكه غوهان (إلى اليسار) ، وتسوكه-مونو، ميسو-شيرو (حساء ميسو).

الأرز (غوهان ،御‍飯)
يقدم الأرز غالبا في اليابان على شكل الحبوب القصيرة Japonica. في الوضع التقليدي يقدم الأرز في وعاء مخروطي الشكل، ويطلق عليه اسم غوهان (御‍飯) أو ميشي (飯 عموما لا تشير إليه بالكلمة الأخيرة إلا من قبل الذكور). أما عندما يقدم الأرز في طبق مثل الشكل الغربي فيسمى رايس  (ライス بعد الإنجليزية كلمة «الأرز»). تشمل بعض أطباق الأرز الأخرى أوكايو، دونبوري (どんぶり«سلطانية») والسوشي.
المعكرونة (مين-روي،麺‍類)
يتم تناول المعكرونة في الكثير من الأحيان محل الأرز في الوجبة. فهي تظهر في العديد من أطباق الحساء، أو تقدم باردة مع صلصة للتغميس.
الخبز (بان ،パ‍ン)
الخبز (لفظة «بان» مستمدة من اللغة البرتغالية pão (ليست كلمة أصلية في اللغة اليابانية، والخبز في اليابان لا يعتبر من المواد الغذائية التقليدية اليابانية، ولكن منذ ظهوره في القرن التاسع عشر أصبح واسع الانتشار.

## أطباق عامة
هناك العديد من الأطباق التي تعتبر اليوم جزءا من المطبخ الوطني الياباني. وترد أدناه بعض من هذه الأطباق:
- (أوكازو ،おかず)

أطباق مشوية وأطباق مقلية (ياكيمونو (焼き物)) مثل ياكيتوري، أطباق مسلوقة (نيمونو (煮物))، أطباق محمرة (إتامه-مونو (炒め物))، أطباق على البخار (موشيمونو (蒸し物))، وأطباق مقلية في الزيت) أغه-مونو (揚げ物))، ساشيمي ، الحساء (سويمونو (吸い物) شيرومونو (汁物))، مخللات، مملحات، أغذية متبلة (تسوكه-مونو (漬け物)، أيه-مونو (和え物)، سونو-مونو (酢の物))، تشينمي
- |حلويات ووجبات خفيفة (أوكاشي' (おかし)، أوياتسو (おやつ))

الحلويات اليابانية واغاشي ،和‍菓‍子)، الحلويات اليابانية القديمة الطراز (داغاشي ،駄‍菓‍子)، الحلويات الغربية (يوغاشي ،洋‍菓‍子)، الخبز الحلو (كاشى بان ،菓子パン)
- الشاي وغيرها من المشروبات
- المنكهات والتوابل

## الأغذية المستوردة
أدرجت اليابان العديد من الأغذية المستوردة من مختلف أنحاء العالم (ومعظمهم من آسيا، وأوروبا، وبدرجة أقل في الأمريكيتين) في مطبخها وقامت بتكييفها على مر التاريخ لجعلها تناسب الشعب الياباني.

## المكونات
فيما يلي قائمة من المكونات الموجودة في المطبخ الياباني:
- الأرز
- الفول
- البيض
- الطحين
- الفاكهة
- (القمح الدابوق)
- اللحوم
- الفطر
- الشعرية
- منتجات الصويا
- الخضروات

أنواع عديدة من المأكولات البحرية هي جزء من المطبخ الياباني. نسرد فيما يلي فقط الأنواع الأكثر شيوعا، وتشمل أنواع المياه العذبة:
- المأكولات البحرية
- زعانف أسماك
- الثدييات البحرية
- المحار
- سرطان البحر (كاني)
- تجهيز المأكولات البحرية
- الأعشاب البحرية

## آداب الطعام
- ومن المعتاد القول قبل الطعام إيتاداكيماس ، والتي تعني حرفيا «سأتناول»، أما بعد الأكل، غوتشيسوسامادشتا،ごちそうさまでした . والتي تعني حرفيا «لقد كانت وليمة» وتقال إلى المضيف أو بعد تناول وجبة في مطعم إلى موظفي وأصحاب المطعم.

منشفة ساخنة
قبل تناول الطعام، تقوم معظم الأماكن التي تقدم الطعام بتقديم منشفة إما رطبة وساخنة أو منشفة مرطبة وملفوفة بالبلاستيك، تستخدم هذه المنشفة لتنظيف اليدين قبل تناول الطعام وليس بعده. إنه من الفظاظة استخدامها لمسح الوجه أو أي جزء من جسم غير اليدين.
السلطانيات
يتم تناول الأرز أو الحساء برفع الصحن ذات الصلة باليد اليسرى واستخدام عيدان تناول الطعام باليد اليمنى، أو العكس إن كان الشخص أشول.
صلصة الصويا
لا تصب صلصة الصويا عادة على جميع الأطباق على الطاولة، وعادة يوضع صحن للتغميس. بينما يتم صب صلصة الصويا مباشرة إلى أطباق التوفو ومفروم الدايكون. على وجه الخصوص، لا يجوز إضافة صلصة الصويا إلى الأرز أو الحساء.
عيدان تناول الطعام
لا يجب ترك عيدان تناول الطعام أبدا مغروسة رأسيا في صحن الأرز، لأن هذا يشبه عصي البخور (التي عادة ما تغرس في الرمل) خلال الطقوس الجنائزية. لا يجب استخدام عيدان تناول الطعام والغذاء أو للإشارة إلى الأشخاص أو الأشياء. كما أنه من المسيء للأدب العض على عيدان تناول الطعام.
الأطباق المشتركة
عند تناول الطعام مع أشخاص آخرون بشكل مشترك من طبق واحد، ما لم يكن هؤلاء العائلة أو الأصدقاء المقربين جدا، استخدم عيدان طعام خاصة للصحن المشترك الذي يتم السكب منه إلى صحون الأفراد.
أكل ما يقدم
من المعتاد أكل الأرز إلى الحبة الأخيرة. من غير اللائق اختيار الأطباق أو رفض أخرى أو طلب تبديل بعض الأطباق في المطاعم.يعتبر من عدم العرفان بالجميل تقديم هذه الطلبات وخاصة في الحالات التي تكون فيها الضيف، كما هو الحال في حال عشاء العمل. حسن الخلق يملي عليك أن تحترم اختيار البلد المضيف.
شرب
حتى في الحالات غير الرسمية، يبدأ شرب الكحول عادة بالنخب (كانباي ، 乾‍杯) عندما يكون الجميع على استعداد وكؤوسهم مليئة. ومن غير المعتاد أن يصب الشخص لنفسه، ومن المتوقع أن يبقي كل شخص كؤوس الآخرين ملئى بالمشروب. عندما يبدأ شخص ما بصب الشراب الخاص بك يجب تثبيت كأسك بكلتا يديك، وشكره على ذلك.

## أطباق للمناسبات الخاصة
هناك بعض الأطباق اليابانية التي ترتبط بشدة بمهرجان أو حدث ما. وتشمل هذه الأطباق:
- بوتاموتشي أرز لزج مع أزوكي حلو يقدم في الربيع، في حين أن مصطلح هاجي / أوهاجي يستخدم في فصل الخريف.
- تشيماكي (كعكة الأرز الحلو على البخار): تانغو نو سيكو مهرجان غيون.
- هامو (نوع من السمك)، وسومين: مهرجان غيون.
- أوسيتشي: العام الجديد.
- سيكيهان، حرفيا «الأرز الأحمر»، أي مناسبة احتفالية.
- سوبا: ليلة رأس السنة. ويسمى هذا توشي كوشي سوبا (年越しそば) (حرفيا «سوبا عبور العام»).
- تشيراشيزوشي: هيناماتسوري

## اقرأ أيضا
- ياكيتوري
- مانجيو
- تاريخ السوشي
- ساشيمي
- فوريكاكي
- شابو شابو
- قائمة الحلويات اليابانية
- تاكوياكي

## وصلات خارجية
- وصفات من المطبخ الياباني على موقع إن إتش كي وورلد.